# Diachasma kaltenbachi
Diachasma kaltenbachi är en stekelart som beskrevs av Fischer 1988. Diachasma kaltenbachi ingår i släktet Diachasma och familjen bracksteklar. Inga underarter finns listade i Catalogue of Life.